# رشک قضیب

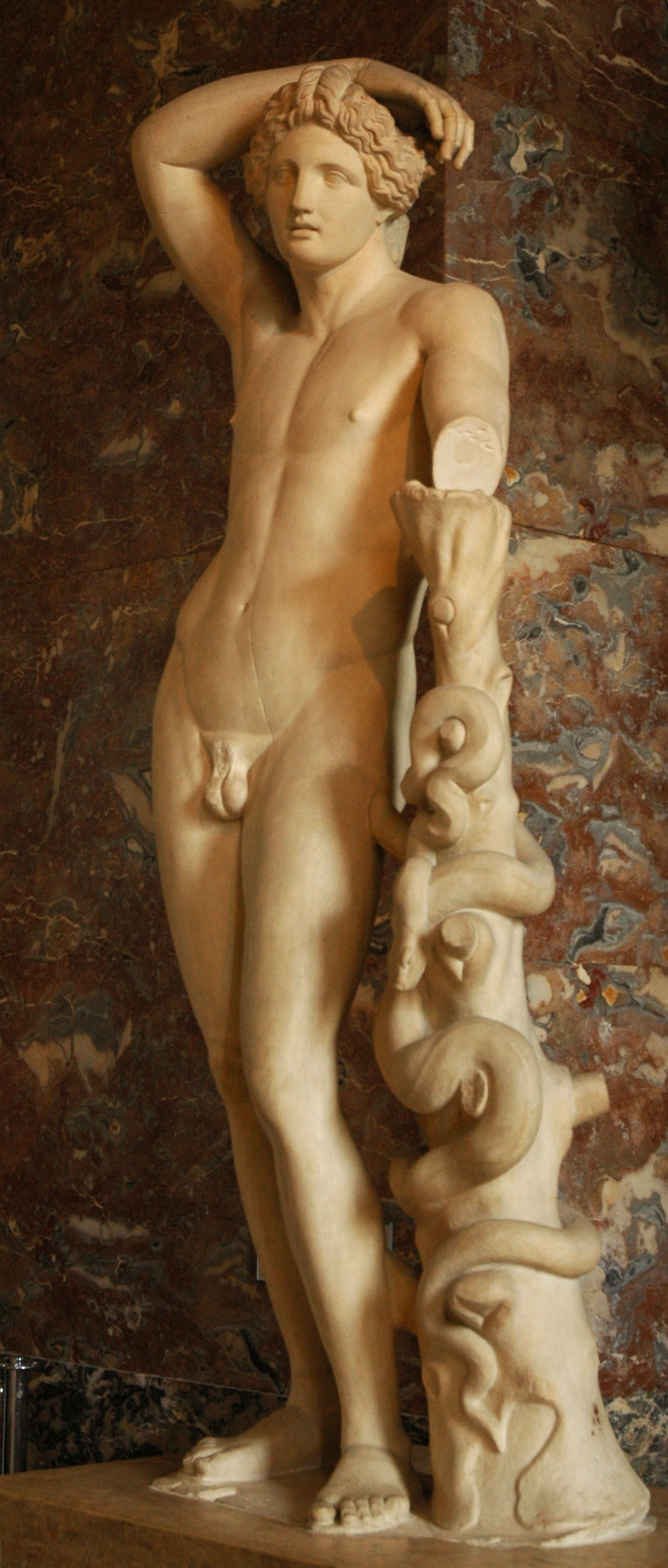
آپولون نسخه رومی با ریشه یونانی.

رشک قضیب (به آلمانی: penisneid) (به انگلیسی: penis envy) یک نظریه در روان‌کاوی فرویدی است مبنی بر این که دختربچه‌ها هنگامی که متوجه می‌شوند آلت مردی ندارند احساس رشک می‌کنند. به باور فروید، این لحظه‌ای اساسی در تشکیل هویت جنسیتی و هویت جنسی اوست. به گفتهٔ فروید، واکنش متناظر رشک قضیب (آلت نری) در پسربچه‌ها در لحظه‌ای رخ می‌دهد که آنها متوجه می‌شوند زنان آلت مردی ندارند و فکر میکنند دختران از آنها بالاترند. فروید این را «اضطراب اختگی» (به انگلیسی: castration anxiety) می‌نامند.
در متن‌های غیرعلمی امروزی، گاه از اصطلاح «رشک قضیب» برای اشاره به احساس زنانی استفاده می‌شود که آرزوی مرد بودن دارند.

## نقد
این نظریه و نظریات رشد جنسی فروید توسط روانکاوانی همچون کارن هورنای، اوتو فنیچل، ارنست جونز، اریک اریکسون، ژان پیاژه، جولیت میچل و فیلسوفان یا جامعه‌شناسانی مانند کلارا تامسون، بتی فریدان، لوس ایریگاره، ژولیا کریستوا، و هلن سیکسو نقد یا رد شده‌است.
نظریه رشد روانی به‌طور عام و مرحله فالیک به‌طور خاص، در ابتدا توسط روانکاوان دیگری چون کارن هورنای، اوتو فنیچل، ارنست جونز به چالش کشیده شد. بعدتر روانشناسانی مانند اریک اریکسون و ژان پیاژه کل مدل فرویدی رشد روانی کودک را به چالش کشیدند.
کارن هورنای نظریه رشک قضیب را رد کرده و آن را نادقیق دانسته‌است. کارن هورنی در مقابل بر این باور است که مردان به دلیل این که نمی‌توانند موجود دیگری را به دنیا آورند با احساس کمبود و نقص دست و پنجه نرم می‌کنند که رشک زهدان نام دارد.